# Frances the Mute
Frances the Mute je druhé studiové album americké rockové skupiny The Mars Volta, vydané v březnu 2005 u vydavatelství Gold Standard Laboratories a Universal Records. Nahráno bylo od ledna do října předchozího roku a jeho producentem byl Omar Rodríguez-López. Autorem obalu alba je Storm Thorgerson.

## Seznam skladeb
| Pořadí | Název | Délka |
| ------ | --- | ----- |
| 1.     | Cygnus....Vismund Cygnus (Sarcophagi / Umbilical Syllables / Facilis Descenus Averni / Con Safo)                    | 13:02 |
| 2.     | The Widow | 5:51  |
| 3.     | L'Via L'Viaquez | 12:21 |
| 4.     | Miranda That Ghost Just Isn't Holy Anymore (Vade Mecum / Pour Another Icepick / Pisacis (Phra-Men-Ma) / Con Safo)   | 13:09 |
| 5.     | Cassandra Gemini (Tarantism / Plant a Nail in the Navel Stream / Faminepulse / Multiple Spouse Wounds / Sarcophagi) | 32:32 |

## Obsazení
The Mars Volta
- Omar Rodríguez-López – kytara, syntezátory
- Cedric Bixler-Zavala – zpěv
- Jon Theodore – bicí
- Isaiah „Ikey“ Owens – klávesy
- Juan Alderete de la Peña – baskytara
- Marcel Rodriguez-Lopez – perkuse, klávesy

Ostatní hudebníci
- Flea – trubka
- John Frusciante – kytara
- Larry Harlow – klavír, clavinet
- Lenny Castro – perkuse
- Adrián Terrazas-González – tenorsaxofon, flétna
- Salvador „Chava“ Hernandez – trubka
- Wayne Bergeron – trubka
- Randy Jones – tuba
- Roger Manning – klavír
- Nicholas Lane – pozoun
- William Reichenbach – baspozoun
- David Campbell – aranžmá
- Larry Corbett – violoncello
- Suzie Katayama – violoncello
- Fernano Moreno – housle
- Erick Hernandez – housle
- Diego Casillas – housle
- Ernesto Molina – housle
- Joel Derouin – housle
- Roberto Cani – housle
- Mario De Leon – housle
- Peter Kent – housle
- Josefina Vergara – housle